# 18826 Leifer
18826 Leifer è un asteroide della fascia principale. Scoperto nel 1999, presenta un'orbita caratterizzata da un semiasse maggiore pari a 2,4177492 UA e da un'eccentricità di 0,1746293, inclinata di 2,88762° rispetto all'eclittica.